# أحمد بن عبد الكريم الخليفي
الدكتور أحمد بن عبد الكريم الخليفي مستشار في الديوان الملكي السعودي بمرتبة وزير منذ 24 يناير 2021، ورئيس مجلس إدارة الهيئة العامة للمنافسة منذ 7 أغسطس 2021، شغل قبل ذلك منصب محافظ البنك المركزي السعودي من تاريخ 30 رجب 1437 هـ الموافق 7 مايو 2016 وحتى 24 يناير 2021.

## سيرته
شغل الخليفي منصب باحث قانوني في وزارة البترول والثروة المعدنية (وزارة الطاقة حاليا) في الفترة من 1987 وحتى 1993، كما شغل منصب باحث اقتصادي في وزارة البترول والثروة المعدنية القترة من عام 1993 إلى 1995. عمل محاضراً غير متفرغ في الكلية التقنية بالرياض عام 1994، ومستشاراً بمؤسسة النقد العربي السعودي الفترة من عام 2000 وحتى 2002. عمل زميلاً زائراً ببنك التسويات الدولية الفترة من يناير 2002 وحتى يونيو 2002. شغل منصب رئيس قطاع النقود والبنوك بمؤسسة النقد العربي السعودي الفترة من عام 2001 وحتى 2002. شغل منصب مدير إدارة الأبحاث الاقتصادية بمؤسسة النقد العربي السعودي الفترة من عام 2002 إلى 2004. تقلد منصب مساعد مدير إدارة الأبحاث الاقتصادية والإحصاء بمؤسسة النقد العربي الفترة من عام 2005 وحتى 2008. عُين بمنصب مدير عام الأبحاث الاقتصادية والإحصاء بمؤسسة النقد العربي السعودي في الفترة من 2008 وحتى عام 2010م. شغل منصب المدير التنفيذي لمكتب المملكة لدى صندوق النقد الدولي في الفترة من 2011 وحتى عام 2013. قبل تعيينه بمنصب محافظ المؤسسة النقد شغل منصب وكيل المحافظ للأبحاث والشؤون الدولية بالمؤسسة في الفترة من يوليو 2013 وحتى 7 مايو 2016.

## الأوسمة والتكريمات
- منحه الملك سلمان بن عبد العزيز آل سعود وشاح الملك عبد العزيز من الطبقة الثانية في 6 أبريل 2021.[5]